# Înainte de tăcere
Înainte de tăcere este un film românesc din 1978 scris și regizat de Alexa Visarion (debut regizoral). Rolurile principale au fost interpretate de actorii Liviu Rozorea, Valeria Seciu și Ion Caramitru. Este o ecranizare a nuvelei „În vreme de război” de I.L.Caragiale.

## Rezumat
Povestea are loc la țară în timpul Războiului de Independență al României. Hangiul Stavrache este un obsedat până la demență de avere și de faptul că nevasta sa îl iubește pe fratele său.

## Distribuție
- Liviu Rozorea — Stavrache, hangiul din Podeni[1]
- Valeria Seciu — Ana, soția hangiului, îndrăgostită de preot
- Ion Caramitru — Iancu Georgescu, fratele mai mic al hangiului, preotul satului și căpetenie de tâlhari
- Mircea Diaconu — Dumitru, un tânăr soldat întors de pe front cu mințile rătăcite
- Florin Zamfirescu — Petre, un țăran băjenit tânăr care se angajează ca argat la hanul lui Stavrache
- Gilda Marinescu — Marghioala, țărancă săracă, mama lui Dumitru
- Vasile Mureșanu — moș Tănase, țăran băjenit din cauza sărăciei
- Nicolae Praida — Gheorghe, țăran sărac
- Cornel Dumitraș — Vasile, țăran băjenit din cauza sărăciei
- Elisabeta Jar-Rozorea — Maria, țărancă băjenită, mama lui Petre (menționată Elisabeta Jar Rozorea)
- Constantin Petrican — învățătorul satului
- Corado Negreanu — comandantul unității de voluntari în care se înrolează preotul
- Sabin Făgărășanu
- Adrian Vișan
- Marga Anghelescu — Maria Ion, țărancă băjenită bătrână, soția lui moș Tănase
- Gheorghe Nuțescu — avocatul lui Stavrache
- Zoe Muscan
- Dorel Vișan — un târgoveț ce poposește la hanul lui Stavrache
- Vasile Ichim — primarul comunei
- Gheorghe Negoescu — țăran băjenit din cauza sărăciei
- Luminița Gheorghiu — țărancă îmbrăcată în negru cu un copil în brațe
- Traian Dănceanu — un invalid de război decorat
- Adriana Trandafir — Rafila, țăranca tânără care se iubește cu Petre
- Aristide Teică — circarul de la bâlci
- Iarodara Negrim
- Radu Panamarenco — țăran sărac
- Ștefan Tivodaru
- Octavian Teucă
- Elefterie Mihalache
- Romeo Pop — un camarad de arme al lui Iancu Georgescu
- Fabrian Gavriluțiu — țăran băjenit din cauza sărăciei
- Răzvan Vasilescu — fostul camarad de arme al lui Iancu Georgescu care-i aduce o scrisoare lui Stavrache
- Cornel Ciupercescu (menționat Corneliu Ciupercescu)
- Constantin Cojocaru
- Cristian Pisoschi
- Nicolae Iliescu
- Gelu Nițu
- George Bănică
- Rodica Mandache — femeia cu pălărie neagră ce asistă la mica defilare a lui Dumitru
- Ioan Georgescu
- Mugur Arvunescu
- Octavian Dibrov
- Victor Ianculescu
- Ion Colomieț
- Constantin Chiriac
- Laurențiu Lazăr (menționat Lazăr Laurențiu)
- Dan Micu
- Gheorghe Dobre
- Ion Anghel — țăran sărac
- Mircea Dumitru
- Radu Gh. Zaharia
- Ion Chițoiu
- Cristian Ierimia
- Marioara Sterian
- Romanița Chiorpec
- Mirela Cioabă

## Producție
Filmările au avut loc în octombrie 1977 la Herești. Cheltuielile de producție s-au ridicat la 2.988.000 lei.

## Primire
Filmul a fost vizionat de 1.211.835 de spectatori în cinematografele din România, după cum atestă o situație a numărului de spectatori înregistrat de filmele românești de la data premierei și până la data de 31 decembrie 2014 alcătuită de Centrul Național al Cinematografiei.
- 1978 - ACIN - Premiul „Opera Prima”; Premiile pentru imagine și interpretare feminină (Valeria Seciu)
- 1979 - San Sebastian - Premiul pentru imagine oferit de municipalitate